# Альбервиль-1
Альбервиль-1 (фр. Albertville-1) — один из 19 кантонов департамента Савойя, региона Овернь — Рона — Альпы, Франция. INSEE код кантона — 7303. Он полностью находится в округе Альбервиль. Кантон был создан в 2015 году.

## История
По закону от 17 мая 2013 и декрету от 14 февраля 2014 года количество кантонов в департаменте Савойя уменьшилось с 37 до 19. Новое территориальное деление департаментов на кантоны вступило в силу во время выборов 2015 года. Таким образом, кантон Альбервиль-1 был образован 22 марта 2015 года из части города Альбервиль, двух коммун упразднённого кантона Альбервиль-Нор и 6 коммун упразднённого кантона Альбервиль-Сюд.

## Население
Согласно переписи 2012 года (считается население коммун, которые в 2015 году были включены в кантон) население Альбервиль-1 составляло 18 925 человек, из которых 8575 человек проживает вне Альбервиля. Из них 23,7 % были младше 20 лет, 17,3 % — старше 65. 19,5 % имеет высшее образование. Безработица — 5,5 %. Активное население (старше 15 лет) — 4173.

## Экономика
Распределение населения по сферам занятости в городе Альбервиль: 0,1 % — сельскохозяйственные работники, 6,6 % — ремесленники, торговцы, руководители предприятий, 10,0 % — работники интеллектуальной сферы, 23,6 % — работники социальной сферы, 30,6 % — государственные служащие и 29,1 % — рабочие.
Распределение населения по сферам занятости вне города Альбервиль: 1,1 % — сельскохозяйственные работники, 8,8 % — ремесленники, торговцы, руководители предприятий, 11,1 % — работники интеллектуальной сферы, 24,2 % — работники социальной сферы, 28,8 % — государственные служащие и 25,9 % — рабочие.

## Коммуны кантона
C 2015 года в кантон входят 8 коммун и часть Альбервиля, административный центр находится в коммуне Альбервиль.
| Код INSEE | Почтовый индекс | Коммуна               | Название по-французски | Площадь, км² | Население, чел. (2012)                         | Плотность, чел./км² |
| --------- | --------------- | --------------------- | ---------------------- | ------------ | ---------------------------------------------- | ------------------- |
| 73014     | 73200           | Аллондаз              | Allondaz               | 4,08         | 244                                            | 59,8                |
| 73011     | 73200           | Альбервиль (частично) | Albertville            | 17,54        | 10350 (полное население коммуны 19271 человек) | 1098,7              |
| 73032     | 73540           | Ла-Бати               | La Bâthie              | 22,45        | 2110                                           | 94                  |
| 73154     | 73200           | Меркюри               | Mercury                | 22,33        | 2940                                           | 131,7               |
| 73216     | 73730           | Ронье                 | Rognaix                | 8,98         | 441                                            | 49,1                |
| 73063     | 73730           | Севен                 | Cevins                 | 32,66        | 674                                            | 20,6                |
| 73268     | 73730           | Сен-Поль-сюр-Изер     | Saint-Paul-sur-Isère   | 20,93        | 523                                            | 25                  |
| 73298     | 73790           | Турз-ан-Савуа         | Tours-en-Savoie        | 15,37        | 875                                            | 56,9                |
| 73110     | 73540           | Эссер-Бле             | Esserts-Blay           | 15,51        | 768                                            | 49,5                |

## Политика
Согласно закону от 17 мая 2013 года избиратели каждого кантона в ходе выборов выбирают двух членов генерального совета департамента разного пола. Они избираются на 6 лет большинством голосов по результату одного или двух туров выборов.
В первом туре кантональных выборов 22 марта 2015 года в Альбервиль-1 баллотировались 3 пары кандидатов (явка составила 44,09 %). Во втором туре 29 марта, Мартин Берте и Эрве Гемар были избраны с поддержкой 60,68 % на 2015—2021 годы. Явка на выборы составила 41,39 %.
| Мандат | Мандат | Кандидаты                     |                | Партия                    | Первый тур | Первый тур     | Второй тур | Второй тур |
| Мандат | Мандат | Кандидаты                     | Кол-во голосов | Партия                    | % голосов  | Кол-во голосов | % голосов  |            |
| ------ | ------ | ----------------------------- | -------------- | ------------------------- | ---------- | -------------- | ---------- | ---------- |
| 2015   | 2021   | Мартин Берте и Эрве Гемар     |                | Союз за народное движение | 2921       | 55,55          | 3020       | 60,68      |
| 2015   | 2021   | Колет Гонтаре и Франсуа Рью   |                | Социалистическая партия   | 1436       | 27,31          | 1957       | 39,32      |
| 2015   | 2021   | Бригит Газола и Фабьен Пуанте |                | Левый фронт               | 901        | 17,14          | -          | -          |